# Le Péché (film, 1971)
Pour les articles homonymes, voir Le Péché, Sin et Beloved.
Pour plus de détails, voir Fiche technique et Distribution.
Le Péché (Sin) est un film dramatique britannique réalisé par George Cosmatos et sorti en 1971.
Il s'agit de l'adaptation d'une pièce de théâtre de Cosmatos lui-même.

## Synopsis
Yanni retourne dans son pays natal, sur une île grecque, après plusieurs années passées à Londres. Yanni rencontre Elena, la femme d'un ami, avec qui il a une liaison passionnée, mais l'adultère conduit à la violence et au crime.

## Fiche technique
- Titre français : Le Péché[2]
- Titre original anglais : Sin ou The Beloved ou Restless[3]
- Réalisation : George Cosmatos
- Scénario : George Cosmatos
- Photographie : Marcello Gatti
- Montage : J. Terry Williams (en)
- Musique : Yannis Markopoulos (el)
- Décors : Erato Neocleous
- Production : Patrick Curtis (en), George Cosmatos
- Société de production : Curtwel Productions
- Pays de production :  Royaume-Uni
- Langue originale : anglais britannique
- Format : couleurs - 1,85:1 - Son mono - 35 mm
- Genre : Drame
- Durée : 86 minutes
- Dates de sortie :
  - Royaume-Uni : 1971
  - France : 15 juin 1977

## Distribution
- Raquel Welch : Hélène
- Richard Johnson : Orestes
- Jack Hawkins : père Nicholas
- Flora Robson : Antigone
- Tahnee Welch : jeune Hélène
- Maria Farandouri[4]
- Renato Romano : Yanni
- Frank Wolff
- Dinos Lyras
- Françoise Pascal

## Production
Le film est le deuxième produit par Patrick Curtis (en), le mari et l'imprésario de Raquel Welch. Il a été financé par un groupe de riches hommes d'affaires chypriotes et s'inspire d'une pièce de Cosmatos intitulée The Day of the Midwife.

### Tournage
Le tournage a commencé le 15 août 1970 dans le village chypriote grec de Karmi, à Chypre.
Richard Johnson et Raquel Welch n'ont pas reçu de salaire, mais seulement un défraiement et une part des bénéfices. Le film est resté inédit pendant de nombreuses années.

### Censure
Le film a été interdit dans un premier temps en Grèce et en Chypre, malgré la grande popularité de Raquel Welch dans le pays, essentiellement à cause de la présence au générique de Maria Farandouri, qui incarne dans le film une femme qui enferme les hommes dans les maisons et instaure pour une scène une sorte de gynocratie. Le film sortira finalement en décembre 1973 sous le titre Η Ακόλαστη, alors que la dictature des colonels était en voie d'assouplissement avant l'avènement de la Troisième République le 24 juillet 1974.